# Moody (Texas)
Moody és una població dels Estats Units a l'estat de Texas. Segons el cens del 2000 tenia 1.400 habitants.

## Demografia
Segons el cens del 2000, Moody tenia 1.400 habitants, 529 habitatges, i 369 famílies. La densitat de població era de 635,9 habitants/km².
Dels 529 habitatges en un 33,5% hi vivien nens de menys de 18 anys, en un 54,4% hi vivien parelles casades, en un 12,9% dones solteres, i en un 30,2% no eren unitats familiars. En el 27,4% dels habitatges hi vivien persones soles el 16,3% de les quals corresponia a persones de 65 anys o més que vivien soles. El nombre mitjà de persones vivint en cada habitatge era de 2,57 i el nombre mitjà de persones que vivien en cada família era de 3,14.
Per edats la població es repartia de la següent manera: un 27,2% tenia menys de 18 anys, un 8,6% entre 18 i 24, un 25,8% entre 25 i 44, un 20,5% de 45 a 60 i un 17,9% 65 anys o més.
L'edat mediana era de 36 anys. Per cada 100 dones de 18 o més anys hi havia 80,4 homes.
La renda mediana per habitatge era de 26.974 $ i la renda mediana per família de 34.271 $. Els homes tenien una renda mediana de 28.828 $ mentre que les dones 21.204 $. La renda per capita de la població era de 13.048 $. Aproximadament el 16,3% de les famílies i el 18,2% de la població estaven per davall del llindar de pobresa.

## Poblacions properes
El següent diagrama mostra les poblacions més properes.